# Dufourea californica
Dufourea californica är en biart som först beskrevs av Michener 1935.  Dufourea californica ingår i släktet solbin, och familjen vägbin. Inga underarter finns listade i Catalogue of Life.